# اکسیدنت (مریلند)
اکسیدنت (به انگلیسی: Accident) شهری در ایالت مریلند کشور ایالات متحده آمریکا است که جمعیت آن در سرشماری سال ۲۰۱۰ میلادی، ۳۲۵ نفر بوده‌است.